# Altpreußisches Berliner Land-Regiment BL
Das Berliner Land-Regiment war ein Infanterieregiment der altpreußischen Armee.

## Geschichte
Das Berliner Land-Regiment wurde 1729 durch König Friedrich Wilhelm I. aufgestellt und trug ursprünglich den Namen Neues Garnison-Regiment Nr. 1 bzw. Berlinisches Garnison-Regiment. Die Mannschaften waren ehemalige Soldaten – ausschließlich preußische Landeskinder – der kurmärkischen und neumärkischen Feldregimenter, denen man den Abschied gewährt hatte unter der Bedingung, dass sie sich zum Dienst im Berlinischen Garnison-Regiment verpflichteten, das die Rolle einer Miliz innehatte.
Ab 1756 bürgerte sich im inoffiziellen Sprachgebrauch die Bezeichnung Berliner Land-Regiment ein, aber erst nach 1773 wurde es auch in den Stamm- und Ranglisten der preußischen Armee unter diesem Namen geführt. In den Rechnungen der General-Kriegskasse blieb der ursprüngliche Name von 1729 sogar bis zur Auflösung der Einheit in Verwendung.
1788 wurde das Berliner Land-Regiment aufgelöst.

## Organisation und Stärke
Die Mannschaftsdienstgrade galten ohne Ausnahme als unbesoldet permanent beurlaubt. Die meiste Zeit des Jahres hielten sie sich in ihren Heimatorten auf; nur einmal jährlich wurden sie für 14 Tage zum Exerzieren in Berlin zusammengezogen. In dieser Zeit erhielten sie Sold, und ebenso, wenn sie zu anderen Anlässen zum Einsatz kamen. Die Offiziere, Unteroffiziere und Tambours taten ganzjährig Dienst, waren jedoch dauerhaft auf Halbsold gesetzt.
Mehr noch als bei den als zweitrangig geltenden stehenden Garnisonregimentern war für Offiziere eine Versetzung zum Land-Regiment ausgesprochen unerfreulich: Es galt als Sammelbecken für nicht mehr diensttaugliche Offiziere beziehungsweise als Straf- und Abschiebeeinheit für Offiziere, die negativ aufgefallen waren. Da die Mannschaften außer während kurzer Zeiträume unbesoldet waren, hatten die Kompaniechefs hier nicht die sonst im Rahmen der Kompaniewirtschaft übliche und zulässige Möglichkeit, den Sold der Beurlaubten und Freiwächter selbst einzubehalten. Dies war besonders schmerzhaft, da der schon regulär sehr karge Offizierssold beim Land-Regiment ja halbiert war.
Bei seiner Aufstellung 1729 war das Berliner Land-Regiment 7 Kompanien zu je 200 Mann stark. Unter Friedrich II. erfolgte eine Aufstockung auf 10 Kompanien in 2 Bataillonen. Grenadierkompanien hatte das Land-Regiment, im Unterschied zu den stehenden Garnison-Regimentern, nicht; die Einheit bestand ausschließlich aus Musketieren.

## Verwendung
Das Berliner Land-Regiment war, im Unterschied zu den stehenden Garnison-Regimentern, die während des Siebenjährigen Kriegs wiederholt auch als Feldregimenter Verwendung fanden, nicht zum Kampfeinsatz bestimmt. Das verbot sich schon, weil die Einheit größtenteils aus älteren oder teilinvaliden Soldaten bestand. Die eigentliche Aufgabe des Regiments bestand darin, die Posten bei den Militärwachen und Stadttoren Berlins zu beziehen, wenn die sonst in der Stadt garnisonierten Feldregimenter zur Revue oder zum Herbstmanöver ausgerückt waren. Darüber hinaus sollte das Land-Regiment nur im Ausnahmefall in Kriegszeiten lokal defensiv in Erscheinung treten, was während des Siebenjährigen Kriegs auch notwendig wurde.

## Kampfhandlungen
- 16. Oktober 1757: Das Land-Regiment hat Anteil an den Kampfhandlungen des Berliner Husarenstreichs.
- 3. – 9. Oktober 1760: Ein Bataillon des Land-Regiments kämpft in Berlin gegen russische und österreichische Truppen, die schließlich die preußische Hauptstadt für einige Tage besetzen können
- 4. Oktober 1760: Eine 60 Mann starke Einheit des Land-Regiments kämpft in Köpenick gegen die auf Berlin vorrückenden Russen und Österreicher.

## Uniformierung
Bei seiner Aufstellung trug das Regiment einfache graue Röcke mit roten Ärmelaufschlägen und rotem Innenfutter, dazu preußischblaue Westen und Beinkleider sowie schwarze Dreispitze und Gamaschen.
Unter Friedrich II. waren die Röcke preußischblau wie bei der übrigen Infanterie, die Ärmelaufschläge waren in derselben Farbe gehalten und das Innenfutter rot; Westen und Beinkleider waren weiß. Dreispitze und Gamaschen blieben unverändert schwarz.
Da die einfachen Soldaten nicht besoldet waren, wurden ihnen die Kosten für die Uniform nicht wie sonst üblich von der Löhnung abgezogen, sondern sie erhielten die Kleidung vollständig gestellt.

## Regimentschefs
- 1729–1740: Anton von Blankensee
- 1740–1747: Karl Friedrich von Kraatz
- 1747–1762: Karl Friedrich von Lüderitz
- 1763–1766: Christian Ernst Emanuel von Lembcke
- 1767 (14. Januar bis 27. April): Ernst Friedrich von der Heyden
- 1767–1782: Johann Sylvius von Rothkirch
- 1782–1788: Karl Friedrich Albrecht von Loeben